# 첼레스타
첼레스타(프랑스어: Célesta)란 건반이 있는 피아노 형태의 체명악기이다.

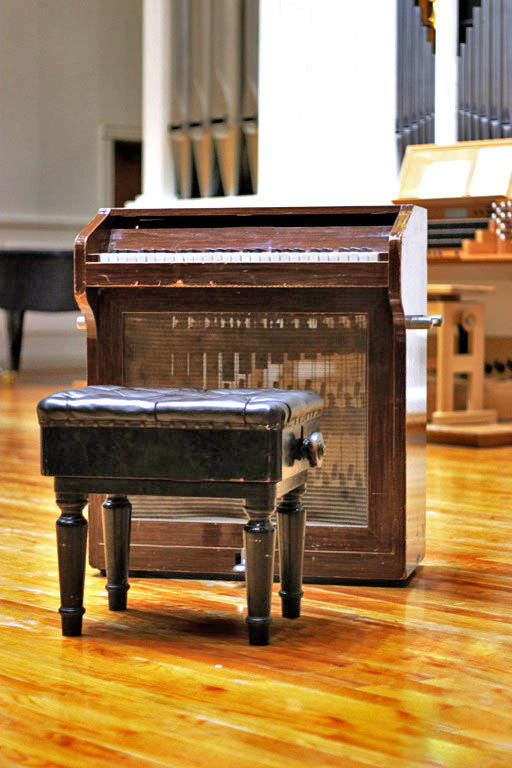
첼레스타

## 특징
글로켄슈필과 같이 강철 음판을 발음체로 했으며 코르크제의 머리를 가진 해머와 피아노식의 건반이 간단한 액션으로 결합된다. 외관은 소형의 업라이트 피아노(en), 풍금(reed organ)을 닮았다. 19세기 말 프랑스의 A. 뮈스텔(fr)이 고안한 악기로, 그 이름은 프랑스어의 céleste(하늘)에서 왔다.
글로켄슈필에도 건반으로 된 것이 있으므로 그 일종으로도 생각할 수 있으나, 각 음판은 각기 조율된 목제의 공명상자 위에 놓여 있어, 글로켄슈필의 약점인 바탕음의 울림이 약하다는 문제가 해결되고 독특한 그 이름같이 천국적인 울림이 생겼다. 음역은 다1음에서 다5음까지 4옥타브를 가지며, 피아노와 같이 큰 보표를 써서 실음보다도 옥타브 낮게 기보한다. 음량은 작으며 약음 페달 또한 붙어 있기 때문에 섬세한 표현력을 갖는 반면 오케스트라 등에서 다른 악기와 함께 쓸 때에는 다른 음으로 인하여 지워지는 일이 많다. 그리하여 주로 인상적인 솔로 연주, 또는 소수의 악기와 함께 색채적인 효과를 내기 위하여 사용된다.

## 재즈에서의 이용
얼 하인즈가 1928년에 쓴 이후, 첼레스타는 재즈 피아니스트들이 자주 쓰는 악기가 되었다. 1930년대에는 패츠 월러가 왼손으로는 피아노를 치면서 오른손으로는 첼레스타를 연주하기도 하였다. 그 외에도 많은 재즈 피아니스트들이 첼레스타를 연주하였다.

## 같이 보기
- 글로켄슈필
- 피아노